# Madeline Amy Sweeney
Pour les articles homonymes, voir Sweeney.
Madeline Amy Sweeney (14 décembre 1965 — 11 septembre 2001), connue sous le nom d’Amy Sweeney, est hôtesse de l'air à bord du Vol 11 American Airlines lorsqu'il percute la tour Nord du World Trade Center lors des attentats du 11 septembre 2001.
Elle a transmis des informations sur les pirates à bord de l'appareil en téléphonant à Michael Woodward, un des officiels d'American Airlines au sol. Le vol 11 est le premier avion à être détruit et l'appel téléphonique d'Amy Sweeney est apparemment la source des premières nouvelles sur le détournement.

## Vol 11
On ne sait pas exactement d'où appelait Amy Sweeney. Les informations relayées incluaient les numéros des sièges et les descriptions de quatre des pirates, bien que le FBI ait ensuite identifié cinq pirates à bord de ce vol. Les informations transmises auraient permis aux enquêteurs de relier les détournements à Al-Qaïda.
Son témoignage fut délivré dans le calme. Selon les rapports provenant des notes de Woodward,, Sweeney a dit à 8 h 44 :
— « Something is wrong. We are in a rapid descent… we are all over the place. » (« Quelque chose ne va pas. Nous sommes dans une descente rapide… Tout est en désordre. »)
Woodward lui demanda alors de regarder par les hublots afin de voir où ils étaient.
— « I see water. I see buildings. We are flying low. We are flying very, very low. We are flying way too low. [pause] Oh my God, we are way too low. » (« Je vois de l'eau. Je vois des bâtiments. Nous volons bas. Nous volons très, très bas. Nous volons bien trop bas. [pause] Oh mon Dieu, nous sommes bien trop bas. »)
L'avion s'écrasa à 8 h 46 min 40 s.
Amy Sweeney avait 35 ans et était hôtesse de l'air depuis 12 ans. Elle laisse un mari et deux enfants, âgés de 4 et 6 ans. Ils habitaient à Acton, Massachusetts. Ne travaillant en principe que les week-ends, elle n'était présente sur ce vol qu'à titre de suppléante, pour remplacer le titulaire normal, malade à ce moment.

## Hommages

### Commémorations
Le 11 février 2002, elle a été honorée dans une série de nouvelles récompenses annuelles de courage lancées par le gouvernement du Massachusetts. Ce prix civil annuel de Madeline Amy Sweeney de courage sera attribué chaque 11 septembre, à au moins un citoyen du Massachusetts qui a montré un courage extraordinaire en défendant ou sauvant des vies.
Les premiers destinataires furent elle et sa collègue Betty Ong, qui a aussi relayé des informations sur le détournement aux personnes au sol. Le pilote John Ogonowski a aussi reçu une récompense posthume pour avoir mis la radio en marche, et ainsi permettre au contrôle au sol d'entendre les remarques faites par les pirates. Tous les trois étaient des citoyens du Massachusetts. Les parents de chacun des trois ont accepté les récompenses en leur nom.

### Documentaires et films
Amy Sweeney fut jouée par Irene Carl dans le documentaire The Last Hour of Flight 11 et par Jennifer Ricci dans la mini-série d'ABC[réf. nécessaire] Destination 11 septembre (The Path to 9/11).

### Citations
- « In her nation's darkest hour, she responded with a selfless bravery that illustrates the very best of human nature. She was empowered by her ability to shed light where none existed. » 
 Traduction : « Lors de l'heure la plus sombre de sa nation, elle a répondu avec un courage désintéressé qui illustre le meilleur de la nature humaine. Elle a pu jeter de la lumière là où aucune n'a existé. » 
 Massachusetts Gov. Jane Swift, présentant la récompense aux enfants de Sweeney.

- « She calmly and in a detailed fashion told us that Flight 11 had been hijacked, which was nothing short of a miracle. » 
 Traduction : « Calmement et d'une façon détaillée, elle nous a dit que le vol 11 avait été détourné, ce qui n'était pas loin d'un miracle. » 
 Michael Woodward directeur des services de vol d'American Airlines, qui reçut l'appel de Sweeney.

- « She would have said she was just doing her job. » 
 Traduction : « Elle aurait dit qu'elle était juste en train de faire son travail. » 
 Michael Sweeney, son mari, officier de police.